# اشلی کامینگز
اشلی کامینگز (به انگلیسی: Ashleigh Cummings) (زاده ۱۱ نوامبر ۱۹۹۲) بازیگر استرالیایی است.
از کارهای معروف او می‌توان به بازی در فیلم فردا، وقتی جنگ آغاز شد اشاره کرد.